# Kościół Matki Boskiej Bolesnej w Birżebbuġy
Kościół Matki Boskiej Bolesnej (malt. Il-knisja ta’ Marija Addolorata, ang. Church of Our Lady of Sorrows) – rzymskokatolicki kościół przy Triq il-Knisja w Birżebbuġy na Malcie. Położony jest na terenie parafii św. Piotra w Okowach w tejże miejscowości. 

## Historia
Na początku XX wieku życie społeczne na terenie Birżebbuġ obracało się wokół kaplicy Świętej Rodziny wybudowanej w 1865, która jednak z czasem stała się za mała. Pomysłodawcą i inicjatorem budowy nowego kościoła był kanonik Spiridione Penza z Bormli.

Pierwszy kościół pod wezwaniem Matki Boskiej Bolesnej, bardzo prosty i ubogi, powstały z przekształcenia dwóch stodół, został otwarty i poświęcony przez arcybiskupa Pietro Pace 14 sierpnia 1907.

Chociaż nowy kościół był już i tak większy od kaplicy Świętej Rodziny, Dun Spir postanowił go jeszcze powiększyć, by ten był wystarczająco przygotowany do pełnienia roli kościoła parafialnego. W 1909 powiększył kościół, dobudował dwie niewielkie zakrystie, nadając budowli kształt litery "T", w latach 1909–1910 zbudował fasadę.
9 września 1913 kościół uzyskał status parafialnego w związku z powstaniem parafii w Birżebbuġy. Pierwszym proboszczem parafii został ks. Carmelo Bugelli. W 1937, kiedy ukończono budowę nowego kościoła parafialnego, kościół Matki Bożej Bolesnej utracił ten status.
W latach 1950–2009 kościół był wykorzystywany przez M.U.S.E.U.M. jako ośrodek katechezy dla chłopców.
W latach 2013–2016 przeprowadzono prace konserwatorskie kościoła. Przeprowadzone prace naprawcze i konserwacyjne miały na celu przede wszystkim przywrócenie temu zabytkowi jego integralności estetycznej i wizualnej, która została szczególnie naruszona zarówno przez zły dobór materiałów w poprzednich interwencjach, jak i brak konserwacji. Interwencja obejmowała prace porządkowe, wymianę kamienia, naprawę plastyczną i spoinowanie w razie potrzeby. Widoczne rury, kable i rdzewiejące metalowe wstawki zostały usunięte przed rozpoczęciem prac renowacyjnych.   

## Architektura

### Wygląd zewnętrzny

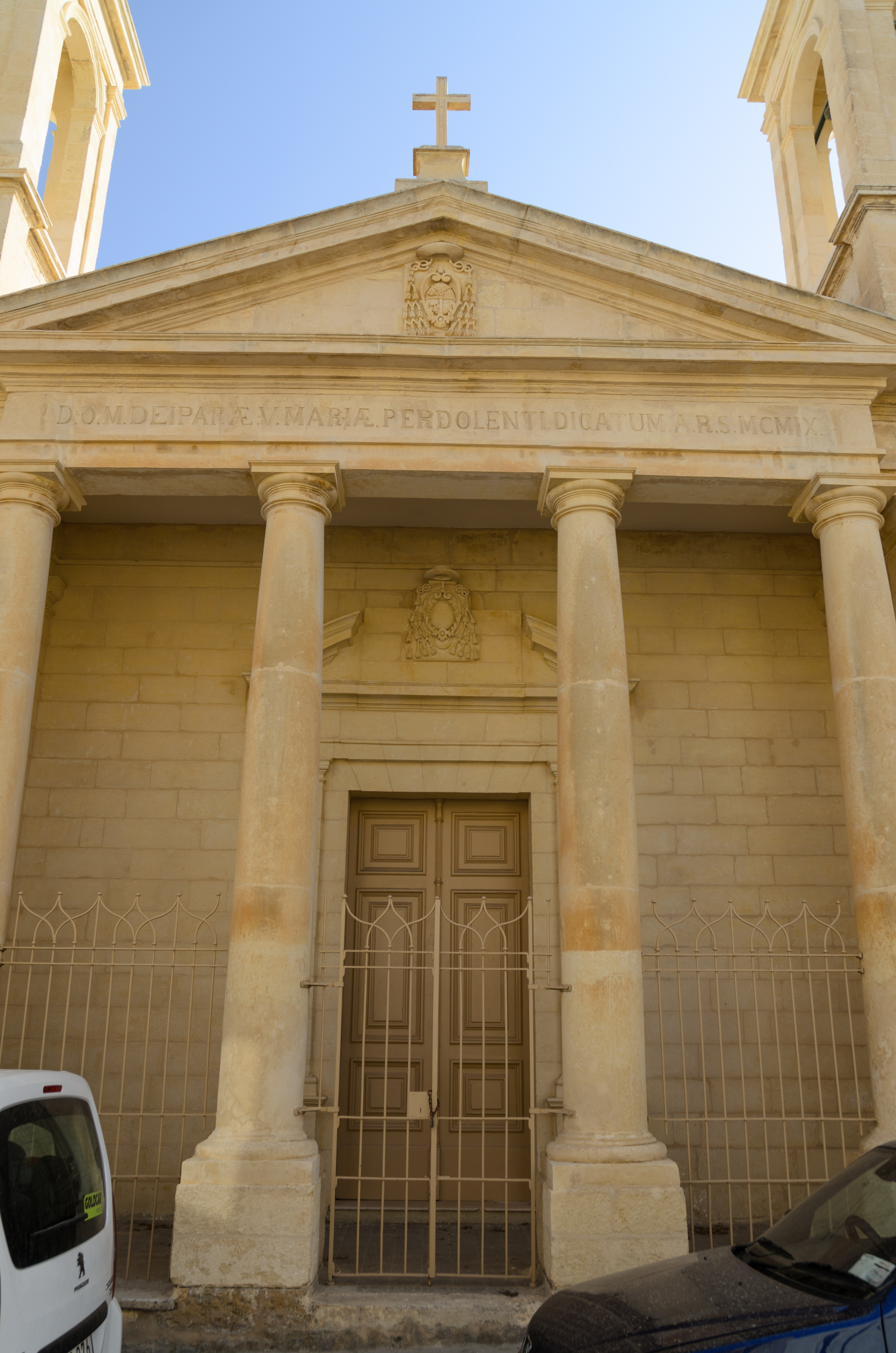
Portyk kościoła z widocznym napisem

Kościół ma kształt litery T. Fasada w stylu doryckim została zbudowana według planu architekta Salvu Sacco z Birgu. Prace nad fasadą rozpoczęły się 11 października 1909, a zakończono je w styczniu 1910. Budowniczymi byli Giuseppe Vassallo i Francesco Cassar z Luqi, zaś kamienie na jej budowę wycięto spod samego kościoła.

Cztery duże kolumny szerokiego portyku na wejściu do świątyni wspierają trójkątny fronton z krzyżem na szczycie. Na portyku do dziś widnieje napis po łacinie, który głosi: D.O.M.DEIPARÆ.V.MARIÆ.PERDOLENTI.DICATUM.A.R.S.MCMIX. (Poświęcony Bogu Wszechmogącemu i Matce Boskiej Bolesnej, 1909). Nad drzwiami złamany portyk. Fasada na krańcach zwieńczona jest dwoma dzwonnicami, poniżej których na fasadzie widoczne są herby oraz tablice pamiątkowe. 

### Wnętrze
W kościele znajduje się jeden ołtarz. Nad nim umieszczony był obraz nieznanego autora ani czasu powstania, przedstawiający Matkę Bożą Bolesną z ciałem Jezusa; dziś znajduje się w kościele parafialnym. Obraz umieszczony był w pięknej kamiennej ramie dłuta Giovanniego Velli.

## Ochrona dziedzictwa kulturowego
27 września 2013 obiekt wpisany został na listę National Inventory of the Cultural Property of the Maltese Islands pod numerem 1712.